# Tscherning Holding
Tscherning Holding A/S er en dansk entreprenørvirksomhed indenfor anlæg og nedrivning. Virksomheden har hovedkvarterer i hedehusene og Aarhus. I 1975 købte Georg Tscherning sin første gravemaskine og selskabet blev stiftet i 1977. De første 18 år bestod forretningen primært af udlejning af entreprenørmaskiner. I 1990'erne blev fokus ændret til først nedrivning og senere anlæg. Virksomheden ejes i dag af sønnen Søren Tscherning. I 2023 havde Tscherning 371 ansatte og en årsomsætning på 821 mio. kroner.